# Chemická reaktivita

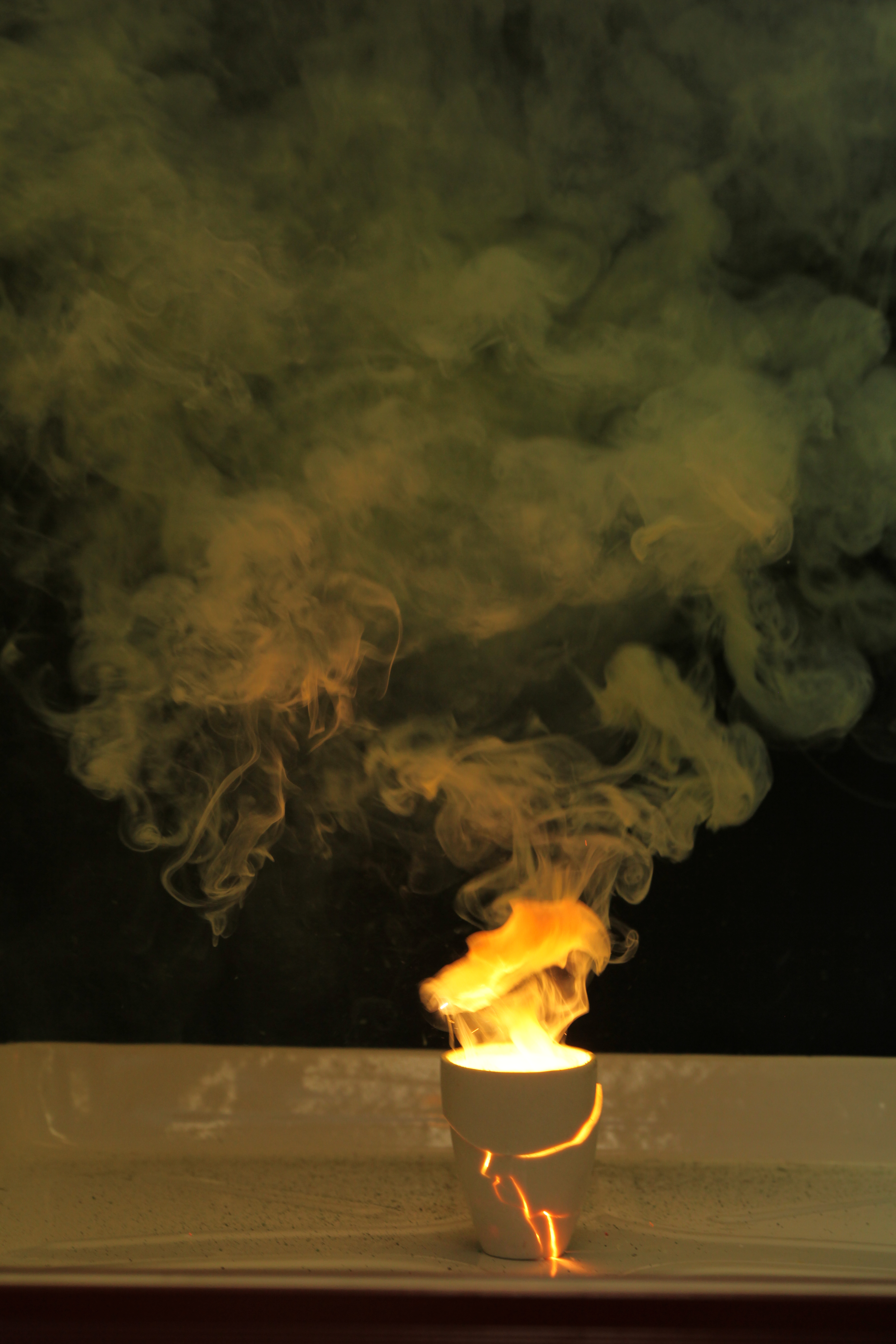
Hliník v práškovém stavu ochotně reaguje s oxidy kovů za vzniku oxidu hlinitého a samotného elementárního kovu, na obrázku oxid chromitý

Reaktivita je pojem označující schopnost chemické látky vstupovat do chemických reakcí. Může se vztahovat k:
- reakcím jedné dané látky,
- vzájemnému působení dvou nebo více látek,
- zkoumání reakcí těchto dvou druhů,
- způsobům zkoumání takových reakcí,
- experimentálním metodám jejich pozorování, a
- teoriím popisujícím tyto reakce.

Reaktivita dané látky (reaktantu) zahrnuje způsoby:
- jak se látka rozkládá,
- jak vytváří nové látky přidáním nebo odebráním atomů z jiných látek, a
- interakcím s dalšími látkami za vzniku dvou nebo více produktů.

Chemická reaktivita může záviset na řadě podmínek (například teplotě, tlaku, či přítomnosti katalyzátorů) a pojem může označovat:
- souhrn dalších látek, se kterým reaguje
- rovnovážné stavy reakcí, a
- rychlosti reakcí.

Reaktivita souvisí s chemickou stabilitou a chemickou kompatibilitou.
Tímto pojmem se obvykle označují termodynamické i kinetické vlivy (tedy jestli bude příslušná látka reagovat, případně jak rychle). Oba tyto faktory jsou závislé na teplotě. Jako příklad lze uvést pravidlo, že reaktivita alkalických kovů (Li, Na, K...) se s rostoucím protonovým číslem zvyšuje; rychlosti reakcí alkalických kovů ale nejsou funkcemi jen polohy v periodické tabulce, ale závisí také na velikosti částic.
U čistých látek reaktivita závisí na fyzikálních vlastnostech vzorku, například jeho rozemletí zvětšuje měrný povrch a tím vede k vyšší reaktivitě. U směsí několika látek má vliv také druh a množství příměsí. U látek vytvářejících krystaly může na reaktivitu působit též krystaličnost; hlavním faktorem řídícím reaktivitu je ale pokaždé subatomární struktura.

## Příčiny reaktivity
Schopnost látky reagovat lze na atomární a molekulové úrovni vysvětlit pomocí teorie valenčních vazeb nebo přes atomové a molekulové orbitaly. Z termodynamického hlediska k reakci dojde, protože celková energie produktů je nižší než u reaktantů; stav s nižší energií bývá označován za „stálejší“. Nejpodrobnější údaje o průběhu reakcí poskytuje kvantová chemie.
Elektrony se vyskytují v molekulových orbitalech, které jsou řešeními Schrödingerovy rovnice pro daný stav.
Pokud jsou hodnoty kvantových čísel n a ml stejné, tak stabilita elektronových stavů roste v této řadě:
- nespárované bez dalších elektronů v podobných orbitalech,
- nespárované se všemi degenerovanými orbitaly zaplněnými z poloviny,
- se zaplněnými orbitaly.

Dosažení těchto stavů nastává, když jeden atom reaguje s druhým; například volný atom vodíku má jeden elektron v orbitalu 1s. Stabilnější stav (přibližně o 400 kJ/mol) vznikne jejich spojením do molekuly H2.
Z podobných důvodů je uhlík téměř vždy čtyřvazný. V základním stavu má valenční elektronovou konfiguraci 2s22p2, tedy zaplněnou z poloviny, aktivační energie přechodu z napůl zaplněných k plně zaplněným orbitalům p je ale nízká, a čtyři vazby se tak tvoří téměř samovolně. Vzniklá čtveřice rovnocenných vazeb se označuje jako sp3 hybridizace.
Pro rychlost obecné reakce
{\displaystyle {\ce {reaktanty -> produkty}}}
platí rychlostní rovnice:
{\displaystyle {\text{rychlost}}=k\cdot [{\ce {A}}]}
kde rychlost je změna molární koncentrace za jednu sekundu u kroku určujícího rychlost reakce, A součin molárních koncentrací všech reaktantů umocněný na řád reakce, a k rychlostní konstanta pro dané podmínky, nezávislá na koncentraci. Reaktivita sloučeniny je přímo úměrná k a rychlosti; například když reakce probíhá podle rovnice
A + B → C + D,
tak platí
{\displaystyle {\text{r}}=k\cdot [{\ce {A}}]^{n}\cdot [{\ce {B}}]^{m}}
kde n je řád reakce pro A, m řád reakce pro B, n + m celkový řád reakce, a k rychlostní konstanta.